# کومریک کاسگرو
کومریک کاسگرو (انگلیسی: Cormic Cosgrove; ۱۵ فوریهٔ ۱۸۶۹ – ۶ ژوئیهٔ ۱۹۳۰) بازیکن فوتبال اهل ایالات متحده آمریکا بود.
وی در بازی‌های المپیک تابستانی ۱۹۰۴ به مدال نقره دست پیدا کرده‌است. 